# Łapy
Łapy là một thị trấn thuộc huyện Białostocki, tỉnh Podlaskie ở đông-bắc Ba Lan. Thị trấn có diện tích 12 km². Đến ngày 1 tháng 1 năm 2011, dân số của thị trấn là 16049 người và mật độ 1322 người/km².